# Jekatěrina Juševová
Jekatěrina Petrovna Juševová (* 30. dubna 1973 Rostov na Donu, Sovětský svaz) je bývalá ruská sportovní šermířka, která se specializovala na šerm fleretem. Rusko reprezentovala v devadesátých letech a v prvním desetiletí jednadvacátého století. Na olympijských hrách startovala v roce 2000 v soutěži jednotlivkyň a družstev a v roce 2004 v soutěži jednotlivkyň. V roce 2002 obsadila druhé a v roce 2001 třetí místo na mistrovství světa v soutěži jednotlivců a v roce 2000, 2003 obsadil třetí místo na mistrovství Evropy. S ruským družstvem fleretistek vybojovala v roce 2002 titul mistryň světa a v roce 1998 a 2000 titul mistryň Evropy.